# マッケンジー・デイヴィス
マッケンジー・デイヴィス（Mackenzie Davis, 1987年4月1日 - ）は、カナダの女優。『スマッシュド 〜ケイトのアルコールライフ〜』、『あなたとのキスまでの距離』、『恋人まで1%』、『オデッセイ』、『ブレードランナー 2049』などの映画に出演している。『もしも君に恋したら。』（2013年）ではカナダ・スクリーン・アワードの助演女優賞にノミネートされた。
2014年から2017年にはテレビシリーズ『ホルト・アンド・キャッチ・ファイア』にコンピュータプログラマーのキャメロン役で出演した。

## 生い立ちとキャリア
ブリティッシュコロンビア州バンクーバーで生まれる。ケベック州モントリオールのマギル大学に通い、さらにその後はニューヨークのネイバーフッド・プレイハウスで演技を学ぶ。
2015年にリドリー・スコット監督の映画『オデッセイ』でNASAの衛星通信技術者のミンディ・パーク役を務める。2016年6月、『ブレードランナー 2049』にマリエット役でキャスティングされる。
2016年、テレビアンソロジーシリーズ『ブラックミラー』の第3シーズン第4話「サン・ジュニペロ」に出演した。
2019年11月に公開された『ターミネーター:ニュー・フェイト』のニューヒロインに抜擢され、強化型兵士のグレース役を演じる。プロモーションで来日し、ジャパン・プレミアに参加した。

## 人物
- 大学生の頃に受けたオーディションで、アメフト選手の指輪がラブシーン中、体内に残ってしまうチアリーダーの役という設定に、子宮に指輪が迷い込む少女を演じて「キャリアを築いても幸せにはなれない」と実感したことを明かしている。そして「誰か」のための「笑いのネタ」や「ガールフレンド」、「誰かのストーリー」を傍観しているだけの役には「なりたくない」と思い、女性に与えられがちな、ただ付属するだけの「彼女」や「妻」という役柄に甘んじるつもりはないと語っている[10][11]。

- 『ブラックミラー』で演じた女性と恋に落ちるエピソードや、女性同士の親密な関係性が注目される『ブラック・ビューティー』、『タリーと私の秘密の時間』、『ターミネーター:ニュー・フェイト』などの出演により、レズビアン女性の間でアイコンのような存在として見られることについて、女性同士のロマンスを演じた作品以外にも、そのような印象を持たれてしまうのは偶然で、劇中でも意識はしていなかったものの、そういったコミュニティの一部になれたことは嬉しいと語っている。
また『ターミネーター』の兵士グレース役については、セクシーな意味やロマンスがあるわけではなく、ヒロインの少女を「守っている時の感情は、あくまでも母性」のようなものだと答えている[12][13][11]。

## フィルモグラフィ

### 映画
| 公開年 | 邦題 原題                                                   | 役名                       | 備考                                                                    | 吹き替え                 |
| ------ | ----------------------------------------------------------- | -------------------------- | ----------------------------------------------------------------------- | ------------------------ |
| 2011   | Alex                                                        | テリ                       | 短編映画                                                                | N/A                      |
| 2012   | スマッシュド 〜ケイトのアルコールライフ〜 Smashed           | ミリー                     |                                                                         |                          |
| 2013   | あなたとのキスまでの距離 Breathe In                         | ローレン・レイノルズ       |                                                                         | 丸山有香                 |
| 2013   | もしも君に恋したら。 The F Word                             | ニコル                     | 別題: What If?                                                          |                          |
| 2013   | Bad Turn Worse                                              | スー                       |                                                                         | N/A                      |
| 2013   | Plato's Reality Machine                                     | ソフィア                   |                                                                         | N/A                      |
| 2013   | Moontown                                                    | シャーナ                   | 短編映画                                                                | N/A                      |
| 2014   | 恋人まで1% That Awkward Moment                              | チェルシー                 |                                                                         | 丸山有香                 |
| 2014   | Emptied                                                     | シャーロット・ローレンス   | 短編映画                                                                | N/A                      |
| 2015   | フリークス・シティ Freaks of Nature                         | ペトラ・レイン             |                                                                         | 折井あゆみ               |
| 2015   | A Country Called Home                                       | レノ                       |                                                                         | N/A                      |
| 2015   | Memory Box                                                  | イサベル                   | 短編映画                                                                | N/A                      |
| 2015   | オデッセイ The Martian                                      | ミンディ・パーク           |                                                                         | 東條加那子               |
| 2016   | ブラック・ビューティー Always Shine                         | アナ                       | トライベッカ映画祭女優賞 モンスター・フェスト長編映画演技賞（女性部門） | 沢城みゆき               |
| 2017   | Izzy Gets the F*ck Across Town                              | イジー                     |                                                                         | N/A                      |
| 2017   | ブレードランナー 2049 Blade Runner 2049                     | マリエット                 |                                                                         | 行成とあ                 |
| 2018   | タリーと私の秘密の時間 Tully                                | タリー                     |                                                                         | 行成とあ                 |
| 2019   | ターミネーター:ニュー・フェイト Terminator: Dark Fate       | グレイス                   |                                                                         | 坂本真綾                 |
| 2020   | ザ・ターニング The Turning                                  | ケイト・マンデル           |                                                                         | 御沓優子                 |
| 2020   | スイング・ステート Irresistible                             | ダイアナ・ヘイスティングズ |                                                                         | 村中知                   |
| 2020   | ハピエスト・ホリデー 私たちのカミングアウト Happiest Season | ハーパー                   |                                                                         | ブリドカット セーラ 恵美 |
| 2024   | スピーク・ノー・イーブル 異常な家族 Speak No Evil           | ルイーズ                   |                                                                         | 佐古真弓                 |

### テレビシリーズ
| 年        | 日本語題 原題                                          | 役名                 | 備考                                 | 吹き替え   |
| --------- | ------------------------------------------------------ | -------------------- | ------------------------------------ | ---------- |
| 2012      | I Just Want My Pants Back                              | ルーシー             | 第1シーズン第6話「Safety Nets」      | N/A        |
| 2014-2017 | ホルト・アンド・キャッチ・ファイア Halt and Catch Fire | キャメロン・ハウ     | 計40話出演                           |            |
| 2016      | ブラックミラー Black Mirror                            | ヨーキー             | 第3シーズン第4話「サン・ジュニペロ」 | 佐古真弓   |
| 2021-2022 | ステーション・イレブン Station Eleven                  | キルステン           | 全10話出演                           | 早見沙織   |
| 2022      | ラブ、デス&ロボット Love, Death & Robots               | マーサ・キヴェルソン | 第3シーズン第4話「死者の声」         | 斎賀みつき |